# Skalsvattnet
Skalsvattnet är en sjö i Åre kommun i Jämtland och ingår i Indalsälvens huvudavrinningsområde. Sjön har en area på 10,8 kvadratkilometer och ligger 555,2 meter över havet. Skalsvattnet ligger i Åreälven Natura 2000-område. Sjön avvattnas av vattendraget Medstuguån.

## Delavrinningsområde
Skalsvattnet ingår i det delavrinningsområde (705567-132114) som SMHI kallar för Utloppet av Skalsvattnet. Medelhöjden är 626 meter över havet och ytan är 47,94 kvadratkilometer. Räknas de 8 avrinningsområdena uppströms in blir den ackumulerade arean 101,71 kvadratkilometer. Medstuguån som avvattnar avrinningsområdet har biflödesordning 3, vilket innebär att vattnet flödar genom totalt 3 vattendrag innan det når havet efter 367 kilometer. Avrinningsområdet består mestadels av skog (34 procent), öppen mark (24 procent) och sankmarker (12 procent). Avrinningsområdet har 10,85 kvadratkilometer vattenytor vilket ger det en sjöprocent på 22,6 procent.